# Лугано (кантон)

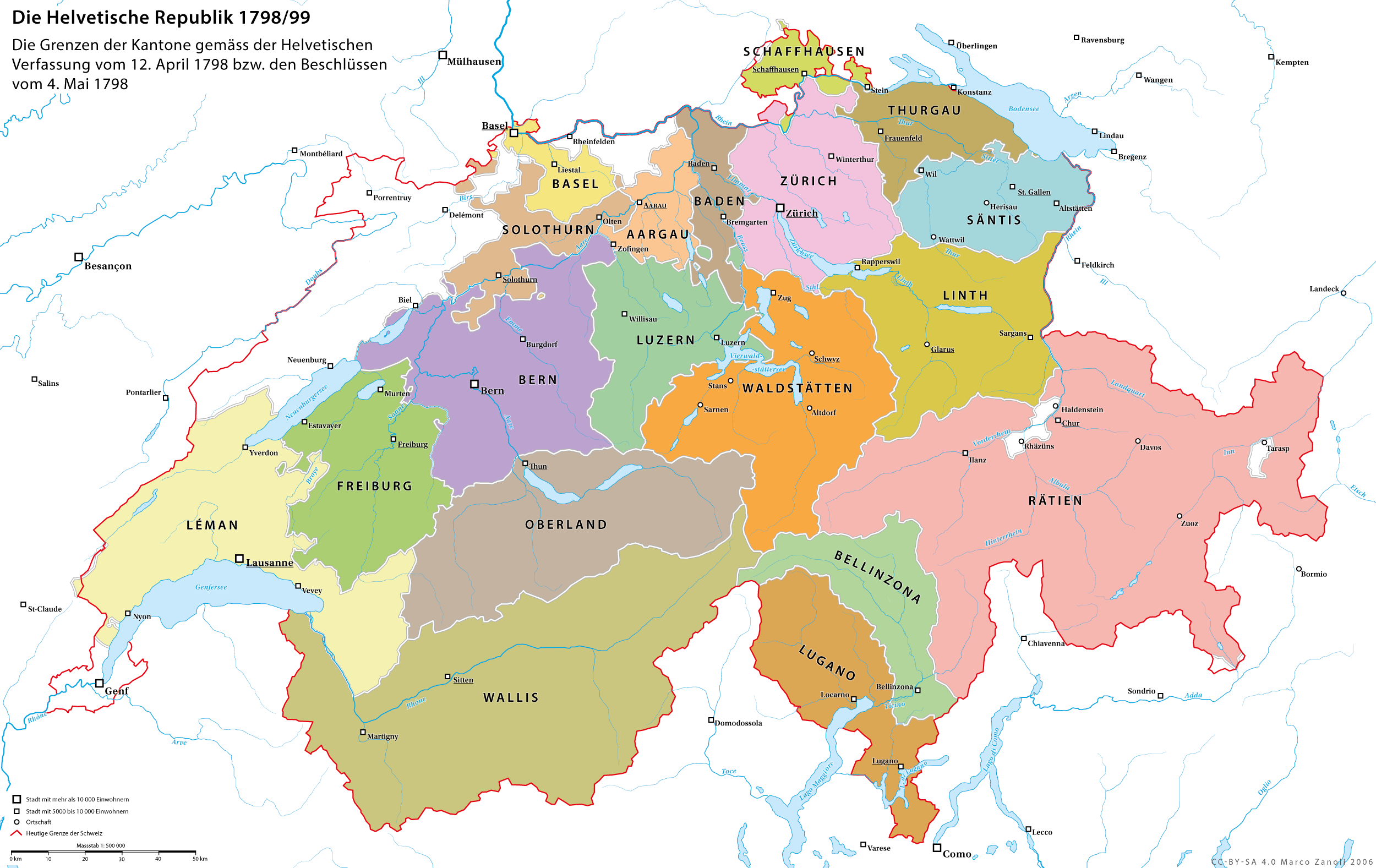
Карта Гельветской Республики

Лугано (итал. Cantone di Lugano) — итальянский кантон Гельветской республики.
Столица его располагалась в одноимённом городе.
Создан кантон был в 1798 году под лозунгом liberi e svizzer с целью присоединения к Цизальпинской республике, но в 1803 году был объединён с кантоном Беллинцона в кантон Тичино, существующий до настоящего времени.